# Сент-Патрик (округ)
Сент-Патрик (англ. parish Saint Patrick) — один из шести округов (единица административно-территориального деления) государства Сент-Винсент и Гренадины, расположенный в западной части острова Сент-Винсент. Административный центр — город Барруалье.